# Kufeu
Kufeu is een bestuurslaag in het regentschap Belu van de provincie Oost-Nusa Tenggara, Indonesië. Kufeu telt 1014 inwoners (volkstelling 2010).